# Уолкап, Томас
Томас Райан Уолкап (англ. Thomas Ryan Walkup; род. 30 декабря 1992 года в Пасадине, штат Техас) — греческий и американский баскетболист, выступающий за команду «Олимпиакос» (Пирей). Играет на позиции разыгрывающего защитника. В 2023 году получил гражданство Греции и выступал за мужскую баскетбольную сборную Греции. Участник чемпионата мира 2023 года и Олимпийских игр 2024 года.

## Ранние годы
Томас Уолкап родился в городе Пасадина в штате Техас. У него трое братьев, его старший брат Нейтан выступал за баскетбольную команду Техасского университета A&M на позиции форварда. В детстве Томас играл в бейсбол и американский футбол, но в раннем возрасте увлёкся баскетболом и с пяти лет играл за детскую команду. Уолкап посещал старшую школу в городе Дир-Парк, играл за школьную баскетбольную команду. Первые два года в старшей школе он не играл из-за травмы колена, на третий год стал основным разыгрывающим защитником в команде старшей школы и был удостоен включения в символическую сборную округа. В последний год он набирал 25,9 очка и делал 8,5 подбора в среднем за игру, имея точность бросков с игры 62 %. Уолкап был вновь удостоен включения в сборную округа, сборную региона и участвовал в матче всех звёзд школьных команд Большого Хьюстона. Тем не менее из-за перелома костей стопы он вынужден был пропустить концовку сезона и получил лишь одно предложение спортивной студенческой стипендии — от Университета Стивена Ф. Остина.
В университет Уолкап поступил в 2011 году, однако пропустил первый спортивный сезон из-за последствий травмы стопы, из-за чего ему пришлось сделать несколько операций. В сезоне 2012/13 он присоединится к студенческой баскетбольной команде «Ламберджекс» в качестве шестого игрока в ротации. В том сезоне команда выиграла рекордные для себя 27 игр, в третий раз в своей истории заняла первое место в конференции Southland, не попала на турнир NCAA, но участвовала в NIT.

## Сборная
18 апреля 2023 года получил гражданство Греции по ускоренной процедуре (почётная натурализация). Летом 2023 года был включён в составе сборной Греции для участия в чемпионате мира.